# Cortes franquistas
Las Cortes franquistas, oficialmente denominadas Cortes Españolas, fueron una institución de la dictadura franquista creada el 17 de julio de 1942, sexto aniversario del golpe de Estado de 1936, que abrió sus sesiones el 17 de marzo de 1943, y que funcionó como un pseudoparlamento corporativo u orgánico. Se presentaban como el órgano superior de participación del pueblo español en las tareas del Estado —artículo primero de la Ley Constitutiva de las Cortes, modificada por la Ley Orgánica del Estado de 1967 en su disposición adicional tercera—, y, en teoría, su función principal era la elaboración y aprobación de las leyes, pero el poder legislativo estaba reservado al jefe de Estado, el propio Franco. Para identificarse como una continuidad de la tradición parlamentaria española, establecieron su sede en el Palacio de las Cortes de la carrera de San Jerónimo de Madrid.
No obstante, mayor similitud tenía la institución con el sistema corporativo del fascismo italiano, dada la insistencia en la representación orgánica y no democrática —se utilizaba la expresión adjetivada «democracia orgánica»—. Las Cortes franquistas no pretendían ser depositarias de la soberanía nacional, dado que la totalidad del poder soberano se concentraba en la jefatura del Estado, en ausencia de división de poderes. Se rechazaba cualquier identificación con la democracia liberal, concebida como una ideología disolvente de la unidad nacional entre clases sociales y territorios: ni se consentían los partidos políticos ni había elecciones democráticas.
Los procuradores eran miembros por derecho propio, designados por Franco o elegidos entre las entidades corporativas y, hasta 1967, no se concretó la forma de elección de un «tercio familiar» —«tercio» era la forma convencional de referirse a la representación orgánica de las «entidades naturales» consideradas los únicos cauces posibles para la expresión de la voluntad popular (familia, municipio y sindicato)—: «Dos representantes de la familia por cada provincia, elegidos por quienes figuren en el Censo Electoral de Cabezas de Familia y por las mujeres casadas en la forma que se establezca por la ley»; la mayoría de edad se establecía, con distintos efectos según la situación familiar, para los varones a los 21 años y para las mujeres a los 25, aunque en los referéndums sí tenían derecho al voto «todos los hombres y mujeres de la nación mayores de veintiún años». Hubo elecciones para cubrir esa fracción de los procuradores en Cortes en 1967 y 1971.

## El discurso inaugural de Franco
La búsqueda de justificación de las instituciones franquistas utilizó la historia de España para identificarlas con las de la monarquía tradicional, que se entendía gloriosa e imperial hasta los siglos XVIII y XIX. Esta visión de la historia es la que siguió Francisco Franco en su discurso pronunciado en la sesión inaugural de las Cortes, el 17 de marzo de 1943. 

Dos siglos de decadencia política, de mediocridad de nuestras clases directivas, habían ido creando en nuestro pueblo un complejo de inferioridad que alentaba la labor jeremíaca y extranjerizante de los intelectuales. Contra ello se enfrentó la Cruzada española, abriendo cauce en la más fecunda de las revoluciones, despertando la conciencia colectiva de nuestra nación en una explosión de heroísmo y de voluntad.

Estos dos "nefastos" siglos se vieron, desde la perspectiva anti-intelectualista y voluntarista propia del franquismo, como degenerados a causa de la introducción de las ideas ilustradas y liberales, calificadas de "antiespañolas". Franco consideraba a la Segunda República Española un régimen fracasado, incompatible con la unidad, la autoridad y la jerarquía, consecuencia de la "decadencia política" y la corrupción en todos los ámbitos. Contra ella, la Guerra Civil se declaraba como una Cruzada.
Franco entendía las instituciones parlamentarias medievales como una colaboración del pueblo en las tareas del Estado, con su intervención en la concesión y administración de los impuestos, y el interés popular como representado por los procuradores de los municipios. Con el mismo propósito, identificaba el levantamiento popular del 2 de mayo de 1808 con el golpe de Estado militar de 1936 (llamado propagandísticamente Alzamiento Nacional), y atribuía los "males de España" a un conglomerado ideológico obsesivo, muy presente en sus discursos: la "conspiración judeo-masónico-marxista-internacional".

... al proceder a la ordenación jurídica de nuestro Estado nos separemos de aquellos grupos corrompidos y evitemos que aquellos vicios que caracterizaron el pasado sistema puedan retoñar en el presente, buscando, en cambio, en las instituciones tradicionales españolas el tronco viejo en que injertar las ramas nuevas y lozanas de nuestro Movimiento.

La historia de las Cortes de Castilla es una pugna constante entre el elemento popular y los poderes seculares más fuertes y violentos, sin que en ningún momento se alcanzase un estado razonable de equilibrio entre los intereses contrapuestos. Con nuestra Guerra de Sucesión acaban por sucumbir las viejas tradiciones, y bajo la dinastía borbónica las Cortes sólo alcanzan una mera existencia nominal, hasta que el glorioso alzamiento nacional del 2 de mayo, turbiamente explotado por enciclopedistas y masones, permite asentar, bajo la máscara de los anhelos patrióticos y populares, el régimen liberal parlamentario, que presidió los días más tristes de nuestra Patria y que culmina en el presente siglo con la proclamación de la Segunda Republica Española, que no teniendo territorios ultramarinos que liquidar intentaba fragmentar el propio solar, al que acaba sumiendo en la bárbara invasión del materialismo bolchevique.

En 1943, superada una primera etapa del franquismo y, vista la suerte adversa que sus aliados internacionales (Alemania e Italia) empezaban a correr en la fase final de la Segunda Guerra Mundial, Franco procuraba explícitamente una redefinición tanto del "ideario político" como del "perfil moral, filosófico y jurídico" del nuevo Estado español que se estaba construyendo, y que no convenía identificar totalmente con el fascismo italiano o el nazismo alemán, o en el interior con el programa falangista. El objetivo no era la democratización, sino la consolidación del régimen y la inclusión de todas las denominadas "familias del franquismo" ("azules" -falangistas o "nacional-sindicalistas"-, "monárquicos" de distintas tendencias -"carlistas", "juanistas"-, "católicos" -o "nacional-católicos"- y "militares" -"africanistas" o de otras tendencias-) en una doctrina única y unas directrices políticas concebidas "verticalmente" (desde la cúspide -el liderazgo indiscutible de Franco-), basadas en los "principios inmutables del Movimiento Nacional". La legitimidad se pretendía seguir fundado en la "Victoria" y en el ejercicio del poder, un sistema de gobierno paternalista que limitaba y controlaba la participación política mediante una "ordenada colaboración" de todos los sectores de la vida nacional organizados dentro de los mecanismos totalitarios del Movimiento Nacional. De ese modo se pretendía garantizar "leyes acertadas, orden en la administración y justicia en los tribunales".
De forma neoescolástica, Franco consideraba que el fin de la política debía ser la conservación y el perfeccionamiento de la sociedad humana desde un punto de vista católico tradicionalista, inspirado por Dios. Su idea de gobierno incluía un concepto de acción social compatible, tanto con la ideología falangista, como con la doctrina social de la Iglesia, negando cualquier tipo de lucha de clases, cuyos intereses debían relegarse en beneficio de la unidad de la Patria:

Queremos libertad, pero con orden; y consideramos delictuoso cuanto vaya contra Dios o la moral cristiana, contra la Patria y contra lo social, ya que Dios, Patria y Justicia son los tres principios inconmovibles sobre los que se basa nuestro Movimiento.

## Composición

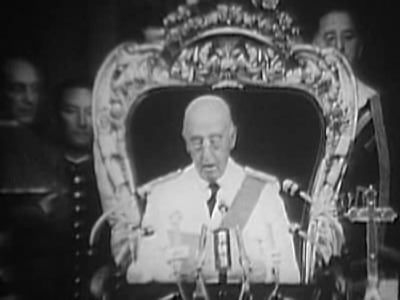
Franco se dirige a las Cortes (1969).

Con la recreación corporativa del Parlamento en 1943, el régimen decidió que los miembros de las Cortes pasaran a llamarse, en vez de diputados —como era tradicional—, procuradores, nombre inspirado en los componentes de las antiguas Cortes de Castilla y empleado para evitar cualquier connotación liberal.
Estaban integradas por los miembros de la Mesa y los procuradores. Los miembros de la Mesa eran el presidente de las Cortes, los dos vicepresidentes y los cuatro secretarios. 
El presidente era designado por el jefe del Estado entre los procuradores en Cortes que figuren en una terna que le someterá el Consejo del Reino, y su nombramiento será refrendado por el presidente en funciones del Consejo del reino, y su mandato será de seis años. 
Los vicepresidentes y los secretarios serán elegidos cada legislatura de entre los procuradores, por el Pleno de las Cortes.
Los procuradores eran de tres clases: natos, electivos y designados:
- Son procuradores "natos" aquellos que lo son por razón del cargo; por ello, cesan como procuradores al cesar el cargo que les daba dicha condición.
- Son procuradores "electivos" aquellos que, como su nombre indica, deben su condición de procuradores a una elección; su mandato durará cuatro años, siendo susceptibles de reelección.
- Son procuradores "designados" aquellas personas que por su jerarquía eclesiástica, militar, administrativa, o por sus relevantes servicios a España, designe el Jefe del Estado.[10]

## Ley de creación de las Cortes Españolas de 1942
La regulación básica sobre las Cortes en el periodo franquista estuvo compuesta por:
- Ley de creación de las Cortes Españolas de 17 de julio de 1942 (BOE núm. 200, de 19 de julio de 1942)
- Ley de 17 de julio de 1946 sobre modificaciones en el Reglamento de las Cortes Españolas (BOE núm. 199, de 18 de julio de 1946)
- Ley Orgánica del Estado de 1967 ((BOE núm. 9, de 11 de enero de 1967)) que en su disposición adicional tercera modificó diversos artículos de la Ley de Creación, sobre todo en lo relativo a la composición de las mismas.[11]
- Ley de 9 de marzo de 1946 por la que se modifica la ley constitutiva de las Cortes españolas
- Ley 1/1977 de 4 de enero para la Reforma Política

La Ley de creación de las Cortes Españolas establecía la formación de una asamblea unicameral de elección indirecta con teórica iniciativa legal, aunque esta residía en la figura de Franco desde el momento de la promulgación de las Leyes de enero de 1938 y de agosto de 1939, que le atribuían la capacidad de dictar normas legislativas de carácter general sin ningún tipo de condicionante (es decir, Francisco Franco fue técnicamente un dictador desde enero de 1938 hasta su muerte, aunque de hecho lo era desde octubre de 1936). Se definían como el órgano superior de participación del pueblo español en las tareas del Estado, cuya misión principal era la elaboración y aprobación de las Leyes sin perjuicio de la sanción que corresponde al Jefe del Estado.
Se componían de los siguientes procuradores a partir de 1967: 
1. Los miembros del Gobierno.
2. Los Consejeros Nacionales.
3. El presidente del Tribunal Supremo de Justicia, el del Consejo de Estado, el del Consejo Supremo de Justicia Militar, el del Tribunal de Cuentas del Reino y el del Consejo de Economía Nacional.
4. Ciento cincuenta representantes de la Organización Sindical.
5. Un representante de los municipios de cada Provincia elegido por sus Ayuntamientos entre sus miembros y otro de cada uno de los municipios de más de trescientos mil habitantes y de los de Ceuta y Melilla, elegidos por los respectivos ayuntamientos entre sus miembros; un representante por cada diputación provincial y mancomunidad interinsular canaria, elegido por las corporaciones respectivas entre sus miembros, y los representantes de las corporaciones locales de los territorios no constituidos en provincias, elegidos de la misma forma.
6. Dos representantes de la familia por cada provincia, elegidos por quienes figuraban en el censo electoral de cabezas de familia y por las mujeres casadas.
7. Los rectores de las universidades.
8. El presidente del Instituto de España y dos representantes elegidos entre los miembros de las Reales Academias que lo componen; el presidente del Consejo Superior de Investigaciones Científicas y dos representantes del mismo elegidos por sus miembros.
9. El presidente del Instituto de Ingenieros Civiles y un representante de las asociaciones de ingenieros que lo constituyen; dos representantes de los colegios de abogados; dos representantes de los colegios médicos. Un representante por cada uno de los siguientes colegios: de agentes de cambio y bolsa, de arquitectos, de economistas, de farmacéuticos, de licenciados y doctores en Ciencias y Letras, de licenciados y doctores en Ciencias Químicas y Físico Químicas, de notarios, de procuradores de los tribunales, de registradores de la Propiedad, de veterinarios y de los demás colegios profesionales de título académico superior que en lo sucesivo se reconozcan a estos efectos, que serían elegidos por los respectivos colegios oficiales. Tres representantes de las cámaras oficiales de comercio; una de las cámaras de la propiedad urbana y otro en representación de las asociaciones de inquilinos, elegidos por sus juntas u órganos representativos. Todos los elegidos por este apartado deberán ser miembros de los respectivos colegios, corporaciones o asociaciones que los elijan.
10. Aquellas personas que por su jerarquía eclesiástica, militar o administrativa, o por sus relevantes servicios a la Patria, designase el Jefe del Estado, oído el Consejo del Reino, hasta un número no superior a veinticinco.

## Funcionamiento de las Cortes

### Normativa reguladora
- Ley de 5 de enero de 1943 por la que se aprueba el Reglamento provisional de las Cortes españolas
- Reglamento de 26 de diciembre de 1957 de las Cortes Españolas
- Reforma de 22 de julio de 1967 del Reglamento de las Cortes Españolas de 1957
- Reglamento de 15 de noviembre de 1971 de las Cortes Españolas

El funcionamiento de las Cortes se rigió originalmente por el Reglamento provisional de 1943 y los tres posteriores de 1957, 1967 y 1971, que fueron reformas del de 1943. En ellos se regulaba, en primer término, los privilegios de los procuradores: inviolabilidad, inmunidad, fuero y compensación económica.
Las Cortes funcionaban por legislaturas o períodos de tres años, coincidentes con el mandato de los procuradores de carácter electivo. Las Cortes estaban regidas por un presidente, asistido por una Comisión Permanente; por una Comisión de Gobierno Interior; la Comisión de Corrección de Estilo, que revisaba los textos y la Comisión de Competencia Legislativa, que defiende la competencia de las Cortes. Las demás comisiones eran cuerpos especializados, en principio una por ministerio, que examinaban los respectivos proyectos de ley y prestan un dictamen al Pleno.

## Función
Las leyes de la dictadura no emanaban de un órgano popular representativo, sino de las prerrogativas del propio Franco, que le reconocían la potestad de dictar normas jurídicas de carácter general. La propia naturaleza de las Cortes, carentes de verdadera potestad legislativa, llevaba implícita la negativa al reconocimiento de las libertades de los ciudadanos por su sistema electivo.
Para la determinación de sus funciones o misiones es preciso señalar: 
- Es un órgano representativo.
- Tiene función específicamente legislativa: la preparación y elaboración de las leyes.

...La iniciativa de las leyes puede hacerse por proyecto de Ley o por proposición de Ley. Se habla de proyecto cuando la iniciativa corresponde al Gobierno o al Consejo de Ministros. Se habla de proposición cuando corresponde a las mismas Cortes o Procuradores, en la forma que se establece en la Ley y Reglamento de las mismas. La función legislativa de las Cortes se entiende sin perjuicio de la sanción que corresponde la Jefe del Estado.

- Ejerce un cierto control de la Administración.
- Tiene un función extraordinaria en la determinación de la Sucesión en la Jefatura del Estado.
- Tiene un función decisoria fundamental en la declaración de incapacidad del Jefe del Estado.
- Tiene un función constituyente en la reforma de las Leyes Fundamentales del Reino.
- Ratificación de tratados o convenios internacionales que afecten a la plena soberanía o a la integridad territorial española.
- Autorizar al Jefe del Estado para realizar aquellos actos que, por Ley fundamental, requieran la intervención de las Cortes.
- Aprobación de los Presupuestos Generales del Estado y aprobación de la Cuenta General del Estado.

## Historia

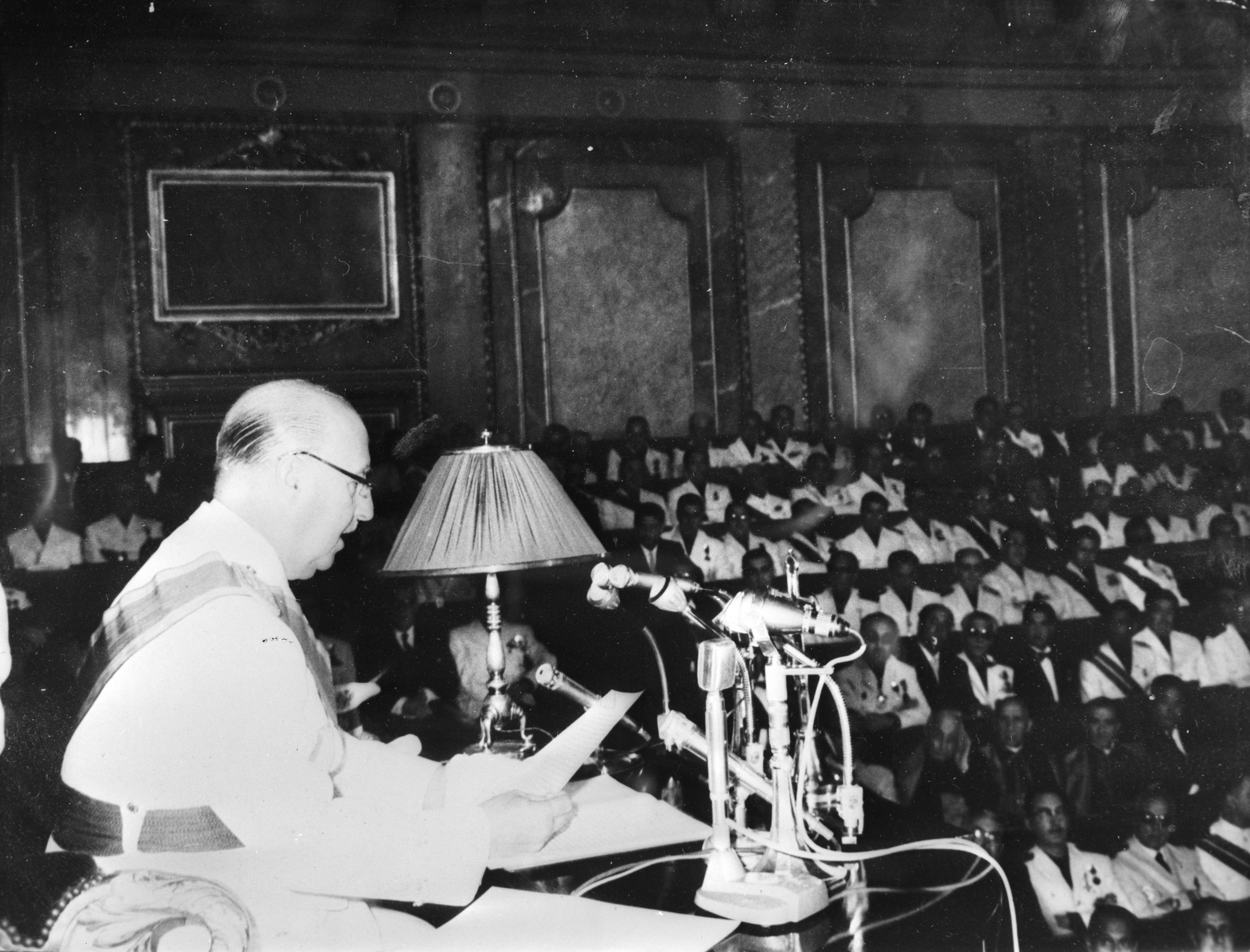
El Generalísimo Francisco Franco, con el uniforme del Movimiento, pronunciando un discurso en las Cortes (probablemente el 8 de julio de 1964, inaugurando la VIII Legislatura). Al fondo los procuradores, también de uniforme. En la parte inferior, tres obispos, también procuradores en representación de la Iglesia Católica.

### De la Ley de Cortes a la Ley de Sucesión (1943-1947)
Tras ser desechada la Ley de Organización del Estado presentada por Ramón Serrano Suñer, se aprobó una Ley de Cortes, donde se contenía un «órgano de autolimitación del poder en una institución más sistemática» con moderado peso legislativo. La Ley Constitutiva de las Cortes de 17 de julio de 1942, sancionada por una Cámara constituyente de naturaleza parcialmente corporativa, ante la preeminencia de las prerrogativas ejecutivas: una Asamblea de Procuradores con funciones legislativas futuras, tal como recoge el artículo 12, que modificaba, limitadamente, las fórmulas prerrogativas del Jefe del Estado, e introducía el mecanismo corporativo de representación a nivel nacional.
Corresponde a la i legislatura de las Cortes, constituidas el 16 de marzo de 1943 de acuerdo a la Ley de Creación de las Cortes Españolas de 17 de julio de 1942.

### El desarrollo de la «dictadura constituyente» (1947-1958)
Una segunda fase se abrió con la Ley de Sucesión en la Jefatura del Estado de 7 de junio de 1947 aprobada por referéndum el 8 de junio. La aprobación de esta ley sancionaba lo que anunció José María Pemán: el caudillaje fue un «monarquismo circunstancial» que «encarnando la voluntad de Dios, salva a un país —España—, a una civilización —Europa— y a la misma obra de Dios en la tierra —la cristiandad—».
Su inicio corresponde a la segunda mitad de la ii legislatura de las Cortes franquistas, constituidas el 13 de mayo de 1946. También incluye este período a otras tres legislaturas:
- iii legislatura de las Cortes franquistas, constituidas el 13 de mayo de 1949.[20]
- iv legislatura de las Cortes franquistas, constituidas el 14 de mayo de 1952.[21]
- v legislatura de las Cortes franquistas, constituidas el 14 de mayo de 1955.[22]

### La culminación del proceso institucional (1958-1966)
Entre 1958 y 1966 culmina el proceso de institucionalización del régimen. El fracaso de José Luis Arrese en convertir a la Falange en el centro del sistema político y en el referente de permanencia tras la futura muerte del jefe de Estado, da paso en el gabinete de 1957 a la generación tecnocrática apadrinada por Luis Carrero Blanco y dirigida por Laureano López Rodó.

...Hombre libre es aquel que posee un salario suficiente, un empleo estable, una seguridad social que cubra todos los riesgos y un nivel de vida que le permita participar en los bienes de la civilización moderna.

Nacía el «Estado autoritario del bienestar» (1960-1977), modelo que para G. Rodríguez Cabrero jugó un papel decisivo en la génesis del modelo propio de la democracia parlamentaria.
Durante este periodo concluyen tres legislaturas: 
- vi legislatura de las Cortes franquistas, constituidas el 16 de mayo de 1958.[26]
- vii legislatura de las Cortes franquistas, constituidas el 31 de mayo de 1961.[27]
- viii legislatura de las Cortes franquistas, constituidas el 3 de julio de 1964.[28]

### Decadencia irreversible hasta la autodisolución (1967-1977)
La presencia de los representantes de la familia, elegidos en 1967 por los cabezas de familia, consecuencia de la promulgación de la Ley Orgánica del Estado de 1966, marca la regresión y la decadencia irreversible del régimen, que ya solo se mantiene tanto por su propia inercia histórica como por la incapacidad de la oposición para derribarlo. Este periodo comprende las dos últimas legislaturas, hasta que en 1977 desaparecen al ser sustituidas por el Congreso de los Diputados:
- ix legislatura de las Cortes franquistas, constituidas el 6 de noviembre de 1967.[29]
- x legislatura de las Cortes franquistas, constituidas el 11 de noviembre de 1971.[30]

La Ley para la Reforma Política, aprobada el 18 de noviembre de 1976, recibiendo el apoyo de 435 de los 531 procuradores, fue el instrumento jurídico que permitió en el contexto de la Transición española la eliminación de estructuras de la dictadura franquista desde un punto de vista jurídico, como las Cortes (el harakiri de estas) y a la convocatoria de elecciones democráticas, dándose un tránsito a un sistema democrático.

## Presidentes
El presidente era designado mediante decreto por el jefe de Estado en vez de ser elegido por la propia Cámara.
- Esteban de Bilbao Eguía, del 16 de marzo de 1943 al 29 de septiembre de 1965.[32]
- Antonio Iturmendi Bañales, del 30 de septiembre de 1965 al 26 de noviembre de 1969.[33]
- Alejandro Rodríguez de Valcárcel y Nebreda, del 27 de noviembre de 1969 al 5 de diciembre de 1975.[34]
- Torcuato Fernández-Miranda y Hevia, del 6 de diciembre de 1975 al 15 de junio de 1977.[35]